# Narodni park Taï
Narodni park Taï v Slonokoščeni obali je območje nenavadne biološke raznolikosti in dom mnogim zadnjim primerkom gozdnega življenja v Z Afriki. Afriška pokrajina se odkrije v vsej svoji čarobnosti šele iz zraka. V letu preko narodnega parka in SZ Slonokoščene obale se pod tabo prikaže paleta različnih odtenkov zelene. Enako osupljiv pogled na lepote pragozda se razprostira iz vrha gore Nienokoue (Mt. Nienokoue-369m) v jugu parka.

## Nastanek
Status narodnega parka je bil podeljen po vladni uredbi 28. avgusta 1972, na območju, ki je bilo originalno ustvarjeno po francoski administraciji leta 1926. V letu 1978 je bil park sprejet kot biosferna rezerva (park vsebuje nekaj zadnjih deževnih gozdov v zahodni Afriki) in leta 1082 je postal mesto Svetovne dediščine.

## Značilnosti
Narodni park Taï je lociran v Slonokoščeni obali (Côte d'Ivoire), ki meji na države Burkina Faso, Gana, Gvineja, Mali in Liberija, natančneje tik ob meji z Liberijo. Park zavzema 454.000 ha gostih deževnih gozdov, od tega je 96.000 ha v lasti N'zo Animal Reserve, ki skrbi za živali na tem območju, in so bili dodani leta 1993. Ta del leži na granitnem območju, proti obali prevladuje kamen skrilavec. Prst na severu parka je drobljiva ampak zavarovana proti eroziji zaradi goste vegetacije. Bolj proti jugu je prst veliko bolj rodovitna zaradi vpliva rek Hana in Meno in zaradi velike količine padavin (več kot 1900mm letno). V okrožju teh dveh rek živi približno 230 vrst ptic in 47 od vseh 54 vrst sesalcev v celotnem parku.

## Živalstvo
V parku lahko obiskovalci opazujejo mnoge živalske vrste kot so leopard, svinja bradavičarka, antilopa, gvereza-svilodlaka opica, zlata mačka in bolj pomembne spodaj opisane.
Afriški savanski slon (Loxodonta africana); v letu 1994 jih je na območju narodnega parka ostalo le 100 primerkov (leta 1979 jih je bilo 1800). Sloni veliko pripomorejo k ekosistemu saj sekundarni gozd raste večinoma iz gnoja, iztrebkov, ki jih pustijo za seboj.
Kafrski bivol (Syncerus caffer) živi v parih ali hordah do 10 živali, okrog rek Hana in Meno, na severu parka ter ob dolgih poteh skozi deževni gozd (obožujejo gosto podrast).
Pritlikavi povodni konj(Choeropsis liberiensis) Ta vrsta povodnega konja, ki je bila najdena v Nigeriji in občasno opažena v Sierri Leone, tudi živi na območju para. Živijo v parih in imajo raje kopno kot vodo, saj tam lahko najdejo hrano in zavetje v primeru nevarnosti. Raziskovalci v znanstvenem centru blizu vasice Taï so se srečali z njimi med selitvijo preko gore Nienokoue.
Šimpanz  Znanstveniki se zelo zanimajo za vrsto Pat troglogytes verus, ki gosto poseljuje celoten park (2000-3000 primerkov). Zaradi vdora ljudi in turistov v njihovo okolje je bil njihov naravni potek razmnoževanja zmoten in njihovo število trenutno ne kaže na to, da bi prišlo do visokega porasta te živalske vrste (šimpanzja demografska eksplozija). Švicarska raziskovalka Hedwige Boesch in njen mož Christoph Boesch sta se ukvarjala s proučevanjem šimpanzov že od poznega leta 1970. 
Narodnemu parku Taï grozijo številne neprijetnosti. Poleg gospodarskih dejavnosti v gozdu so tu še prihodi Liberijskih beguncev, od leta 1989 naprej, ki so izzvali državljansko vojno v svoji državi, kar je le okrepilo demografski pritisk na okolje. Kulturno rastje (kava, kakavovec, palme) lahko zaradi gospodarstva razširijo vpade tudi na rezervna obrobna območja. Računati moramo tudi na nenadzorovano izpiranje zlata, kljub razvojnim programom, ki to nadzorujejo (pod pokroviteljstvom Nizozemske Tropenbos Fundacije, UNESCO-vim biosfernim programom in nemško tehnično koorporacijo), ter pobliže vključiti ljudi v življenje v gozdu Taï. Od leta 1988 je bila za dvig političnega upravljanja v parku odgovorna razvojna enota (poznana od leta 1993 kot samostojen projekt za ohranitev parka). Danes je ustanovljenih veliko vojaških odborov, kooperativnih skupin in lokalnih nevladnih organizacij. Te poskušajo osvestiti mladino, da bi se bolj zavedala težav in skrbela za ohranitev parka. Glavni namen tega projekta je pritegniti pozornost k pomembnosti gozda, kot sredstvo oz. zaščita podnebju. Ker je park vključen v program UNESCO, je bila leta 1995 izdan tudi članek o parku, kot ovira proti podnebnemu poslabševanju.
Problem izginjanja gozdov, sekanja le teh v gospodarske namene in onesnaževanja ozračja je velik, zato je pomembno, da smo ekološko dovolj osveščeni. Narodni park Taï je le eden izmed bistvenih programov ohranitve narave, zato je prav, da tudi mi sami pripomoremo k temu.